# Arkimedes
Arkimedes (klassisk grekiska: Ἀρχιμήδης ὁ Συρακούσιος, Archimḗdēs ho Syrakoúsios), född cirka 287 f.Kr. i Syrakusa, död där 212 f.Kr., var en grekisk matematiker, fysiker, ingenjör, uppfinnare, astronom och filosof. Även om bara några få detaljer om hans liv är kända, är han av många betraktad som den främste av antikens matematiker och en av de främste matematikerna genom tiderna. Han är mest känd för Arkimedes princip samt Arkimedes skruv.

## Biografi
Arkimedes föddes i hamnstaden Syrakusa på Sicilien, på den tiden en självstyrande koloni i Magna Graecia. Han utbildades i Alexandria som ligger i Egypten, men han levde och verkade i den grekiska kolonin där han var född. Under sitt sista levnadsår var staden dock belägrad av romarriket. Samma dag som de bröt igenom stadens försvar satt Arkimedes, enligt en tradition förmedlad av Plutarchos, fullt upptagen av ett matematiskt problem, uppritat i sanden. Då en romersk soldat kom framstörtande utbrast han Noli tangere circulos meos, "Rubba inte mina cirklar!", varpå soldaten, trots order om att han inte skulle komma till skada, uppretad dödade honom.
En anekdot som berättas om Arkimedes handlar om kung Hieron II av Syrakusa som bad Arkimedes om hjälp för att mäta guldhalten i en krona. Lösningen på problemet kom till honom då han steg i sitt bad och såg hur vattnet svämmade över. Genom att jämföra kronan, ett stycke silver och ett stycke guld som alla hade samma vikt, och sedan föra ned dem, var för sig, i en behållare med vatten, kunde han jämföra deras undanträngda mängd vatten och konstatera om kronan var gjord av äkta guld. Enligt legenden lär han därefter sprungit genom gatorna ropande den berömda frasen "Heureka! – Jag har funnit det".

## Betydelse
Arkimedes är mest känd för upptäckten av Arkimedes princip, som beskriver vad som gör att ett föremål flyter, och hur djupt föremålet sjunker ner i vattnet. Bland hans framsteg i fysiken finns också grunden till hydrostatik, statik och principen hos en hävstång (citat tillskrivet Arkimedes: "Ge mig en fast punkt och jag skall rubba jorden") och i Egypten uppfann han en slags vattenskruv, Arkimedes skruv, som kunde leda vatten från en lägre nivå till en högre. Han konstruerade även innovativa maskiner, såsom belägringsmaskiner. Moderna experiment har testat påståenden om att han konstruerade maskiner som kunde lyfta anfallande skepp ur vattnet och sätta fartyg i brand med hjälp av en matris av speglar.
Arkimedes gjorde också de första ansatserna till infinitesimalkalkyl och gränsvärdesberäkningar, och tog med hjälp av dessa tekniker fram formler för sfärens volym och yta: {\displaystyle V=4\pi r^{3}/3} samt {\displaystyle A=4\pi r^{2}}. Enligt legenden ville han ha dessa på sin gravsten.
Genom att studera en 96-gon (en regelbunden månghörning med 96 hörn) beräknade Arkimedes gränserna för pi (π) till 3+10/71 < π < 3+1/7. Det dröjde ända till 1600-talet innan några väsentligt nya idéer kom fram om beräkning av pi:s värde.
Arkimedes författade många verk. Till de mest kända hör Om metoden, Om mätning av cirkeln, Om hävstängerna samt Sandräknaren.

## Utmärkelser
Arkimedes har fått ge namn åt nedslagskratern Archimedes och bergsmassivet Montes Archimedes på Månen. Även asteroiden 3600 Archimedes är uppkallad efter honom.